# سايكلوبنتولايت
السايكوبنتولات قطرة تستعمل في التشخيص الاولي للعين، يقوم هذا الدواء على توسيع حدقه العين وشل العضلة الهدبيه، ويعمل كمضاد لمستقبلات الكولين. اضافه لاستخدامه كبديل للأتروبين لعكس تأثير الجهاز العصبي المركزي والمسكاريني محاكي الكولين غير المباشر.
غالبا ما يستخدم السايكلوبنتلايت كهيدروكلورايد السايكلوبنتولايت وهو عبارة عن بلورات بيضاء عديمة الرائحة، شديدة الذوبان في الماء، وسهلة الذوبان في الكحول، بينما تذوب فقط بنسبة قليلة في الايثر.
هيدروكلورايد السايكلوبنتلايت
هيدروكلورايد السايكلوبنتولايت، يستخدم فقط لتأثيراته بالعين، حيث يعمل كحالُّ اللاوديّ (parasympatholytic)، عندما يوضع في العين يعرضها لاتساع الحدقة وشل العضلة الهدبية. وقد يكون المجال الرئيسي للاستفادة منه هو في دراسات الانكسار، ويستخدم هيدروكلوريد السايكلوبنتولايت كموسع للحدقة في التهاب القزحية، والتهاب الجسم الهدبي، والتهاب القرنية، والتهاب المشيمية. على الرغم من عدم وجود تأثير معتبر له على الضغط داخل المقلة، إلى انه يجب توخي الحذر عند استخدامه مع المرضى ذوي ضغط المقلة الداخلي المرتفع، وايضا مع كبار السن المحتمل حدوث تغيرات الزَرَق (glaucoma)غير الملحوظة في عيونهم. يتملك هيروكلورايد السايكلوبنتولايت نصف فاعلية الاتروبين، كما انه غير مهيج للعين عند ادخاله فيها مرارا. إذا لم يتم معادلة تأثيره بعد دراسات الانكسار، فان مفعوله يزول خلال 24 ساعة، ولكن إضافة عدة قطرات من محلول نترات البايلوكاربين بتركيز 1الى 2% يزيل تأثيره كلياً بعد 6 ساعات.
كيفية الاستخدام
يستخدم التركيز من (0.5 – 1) % لتجميع تركيز العين على مسافه قريبه حتى يتمكن طبيب العيون من قياس قوه تركيز العين بشكل دقيق.
الأسماء التجاريه للدواء
سيكلو جل، السايلات، والبنتولير.
الجرعات المتوافرة
5.% ، 1% ، 2% 
تحتاج القطرة من (30 – 60) دقيقه حتى تبدأ بعملها وتحتاج لأقل من 24 ساعه ليزول تأثيرها (ينصح المريض بعدم قياده المركبة أو العمل على الالات لأول 12 ساعه من التقطير) تصبح حدقه العين أكثر اتساعا مما يجعلها حساسه للضوء ويجعل الاشياء القريبه والبعيده غير واضحه.
التأثيرات الجانبية
نادرة الحدوث، ولكنها أكثر شوعا عند الأطفال ومنها: الارتباك، الكلام غير المترابط للمريض، واضطرابات بصريه خلال فتره 24 ساعه من أخذ العقار.